# Petropedetes johnstoni
Petropedetes johnstoni là một loài ếch thuộc họ Petropedetidae.
Đây là loài đặc hữu của Cameroon.
Môi trường sống tự nhiên của chúng là rừng ẩm vùng đất thấp nhiệt đới hoặc cận nhiệt đới và rừng sú vẹt nhiệt đới hoặc cận nhiệt đới.
Chúng hiện đang bị đe dọa vì mất môi trường sống.